# Clarks Summit
Clarks Summit é um distrito localizado no estado norte-americano de Pensilvânia, no Condado de Lackawanna.

## Demografia
Segundo o censo norte-americano de 2000, a sua população era de 5126 habitantes.
Em 2006, foi estimada uma população de 5008, um decréscimo de 118 (-2.3%).

## Geografia
De acordo com o United States Census Bureau tem uma área de
4,1 km², dos quais 4,1 km² cobertos por terra e 0,0 km² cobertos por água.

## Localidades na vizinhança
O diagrama seguinte representa as localidades num raio de 12 km ao redor de Clarks Summit.